# 羢纹线鳞鲀
羢纹线鳞鲀（学名：Arotrolepis sulcatus）为革鲀科线鳞鲀属的鱼类，俗名迪鱼、绒皮鱼。分布于印度尼西亚以及南海和台湾的南北附近等。该物种的模式产地在东印度。